# San Pablo de los Montes
San Pablo de los Montes è un comune spagnolo di 1 910 abitanti situato nella comunità autonoma di Castiglia-La Mancia.